# جان باربر (راننده مسابقه)
جان دیوید باربر (انگلیسی: John David Barber؛ زادهٔ ۲۲ ژوئیهٔ ۱۹۲۹ در لیتل مارلو، باکینگهام‌شر) رانندهٔ سابق مسابقات اتومبیل‌رانی فرمول یک اهل ایالات متحده آمریکا است که در فصل ۱۹۵۳ در مجموع در یک گراند پری شرکت کرد، اما موفق به کسب هیچ امتیازی نشد.